# مقراب دانيال كين إينوي الشمسي

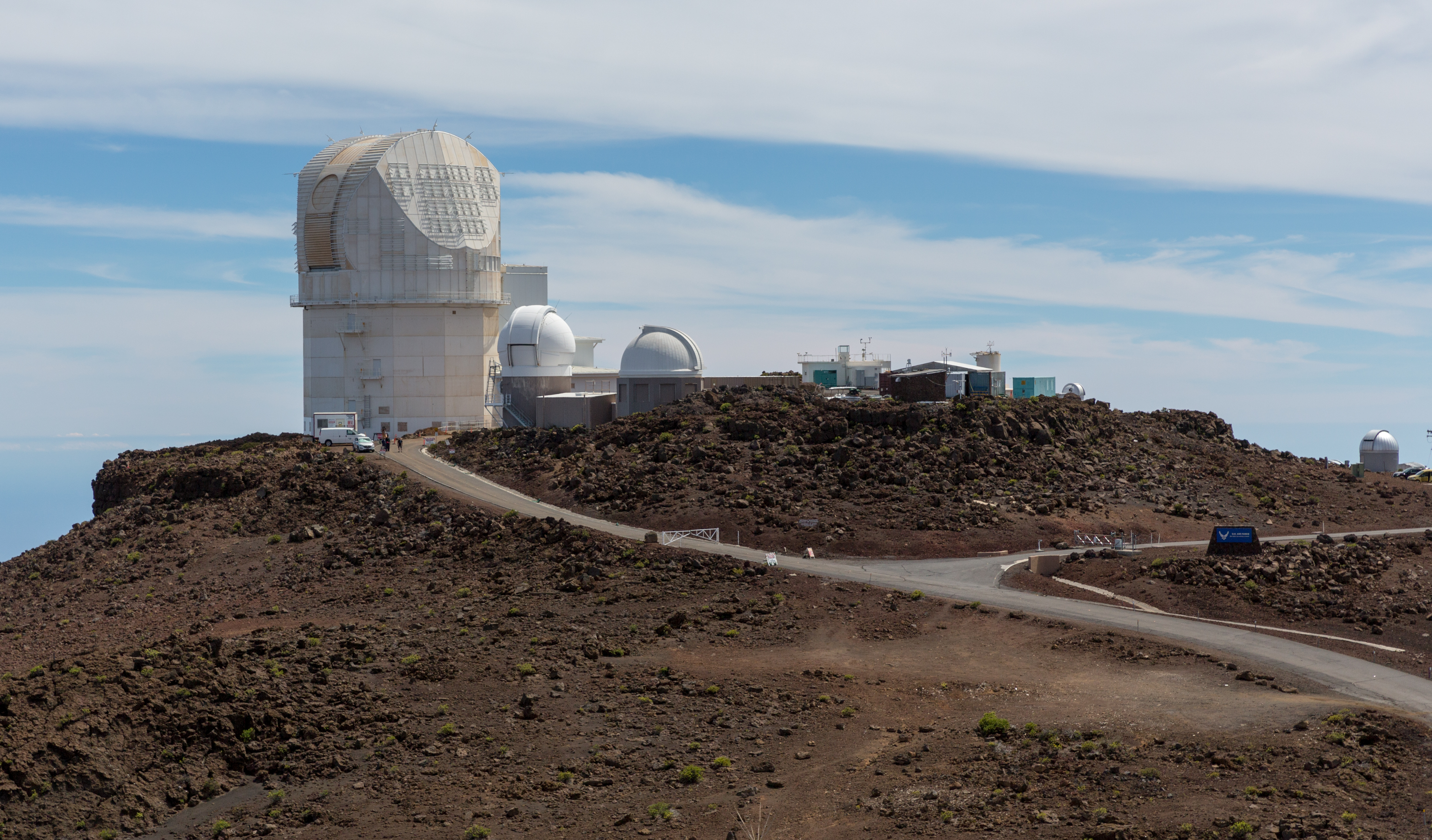
تلسكوب الشمس دكيست

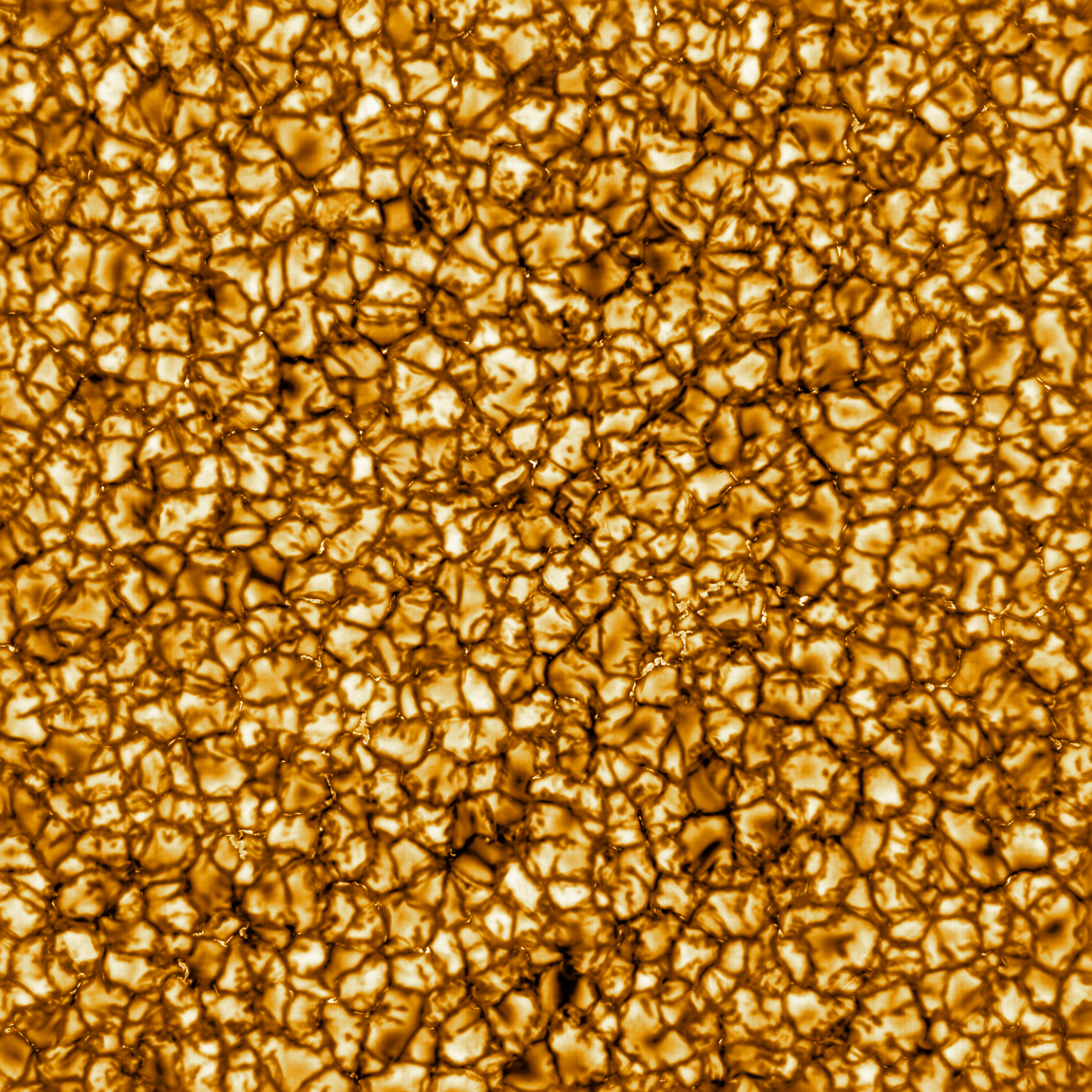
صورة عالية التباين إلتقطها تلسكوب الشمس دكيست في 20 يناير 2020.

صورة الخلايا الحرارية الحبيبية إلتقطها تلسكوب الشمس دانيل ك. إينويي لسطح الشمس. مقطع الصورة 8.200 كيلومتر ؛ وأصغر الحبيبات فيها عرضها 30 كيلومتر.

مقراب دانيال كين إينوي الشمسي (بالإنجليزية: Daniel K. Inouye Solar Telescope, DKIST) هو مقراب بني حديثًا في هاواي بغرض رصد الشمس. كان يسمى المقراب الشمسي متقدم التقانة (بالإنجليزية: Advanced Technology Solar Telescope, ATST) حتى عام 2013، ثم غُيّر اسمه إلى اسمه الحالي تيمنًا بالسناتور الأمريكي دانيال إينوي المختص بهاواي. وهو أكبر تلسكوب على الأرض لرصد الشمس، حيث له مرآة بقطر 4 متر -. الصور الاختبارية للتسكوب نشرت في يناير 2020، وسيبدأ التلسكوب عمله في الاكتشاف العلمي روتينيا ابتداء من شهر يوليو 2020 حيث يكتمل بنائه. يمول تلسكوب الشمس دكيست من المؤسسة الوطنية للعلوم ويقوم بإدارته «المرصد الوطني لأرصاد الشمس» National Solar Observatory
تشترك في العمل عليه عدة مؤسسات للبحوث.

## اقرأ أيضا
- الشمس